# Koko Taylor
Koko Taylor (rozená Cora Walton) (28. září 1928 Memphis, Tennessee – 3. června 2009 Chicago) byla americká bluesová zpěvačka.

## Diskografie
- Love You Like a Woman (Charly Records) – 1968
- Koko Taylor (MCA/Chess Records) – 1969
- Basic Soul (Chess Records) – 1972
- South Side Lady (Evidence Records) – 1973
- I Got What It Takes (Alligator Records)
- Southside Baby (Black and Blue Records – 1975
- The Earthshaker (Alligator) – 1978
- From The Heart Of A Woman (Alligator) – 1981
- Queen of the Blues (Alligator) – 1985
- An Audience with Koko Taylor (Alligator) – 1987
- Live from Chicago (Alligator) – 1987
- Love You Like a Woman (Charly Records) – 1968
- Wang Dang Doodle (Huub Records) – 1991
- Jump for Joy (Alligator) – 1992
- Force of Nature (Alligator) – 1993
- Royal Blue (Alligator) – 2000
- Deluxe Edition (Alligator) – 2002
- Old School (Alligator) – 2007